# Die Vögel (groupe)
Pour les articles homonymes, voir Die Vögel.
Die Vögel est un groupe allemand de techno.

## Histoire
Die Vögel a été formé en 2007 par les musiciens Jakobus Durstewitz (anciennement Jakobus Siebels) et Mense Reents en tant que projet lors d'un séjour de Jakobus Durstewitz à Cassel dans le cadre de la off-Documenta. Lorsque Mense Reents rend visite à ce dernier, les deux musiciens organisèrent spontanément un concert pour lequel ils n'avaient composé la musique que deux jours auparavant. Cette première représentation de Die Vögel a lieu à la galerie Loyal de Kassel.
Avec la chanson Blaue Moschee, le duo réussit ensuite un grand hit en club fin 2009, qui a été diffusé entre autres par le DJ Sven Väth lors de ses concerts,.
Pour leur single Fratzengulasch sorti en 2011, les vidéastes et cinéastes Timo Schierhorn et Katharina Duve ont produit le clip musical. En 2012, un sample de leur chanson Blaue Moschee est utilisé dans le single officiel du championnat d'Europe de football 2012. L'accroche de la chanson Endless Summer, interprétée par la chanteuse Oceana, est une fanfare. Elle a été composée à l'origine par Die Vögel.
Depuis 2009, le duo publie ses maxi-singles sur le label musical Pampa Records de DJ Koze et Marcus Fink et se produit régulièrement en Allemagne et à l'international. En plus de se produire en club, Die Vögel joue dans divers festivals de musique comme l'Appletree Garden Festival, le Fusion Festival ou le MS Dockville.

## Style musical
Le style musical de Die Vögel est décrit comme « deep tech » et « psych house » ou comme brass house dadaïste, pour lequel le duo utilise par exemple des flûtes à bec, des tubas, des clarinettes et des tambours ainsi que des boîtes à rythmes analogiques et des synthétiseurs. A cela s'ajoutent des textes intellectuels dadaïstes.

## Discographie

### Singles et EP
- 2009 : Blaue Moschee, maxi-single / téléchargement (Allemagne, Pampa Records)
- 2010 : Blaue Moschee EP, CD (Italie, Rise)
- 2011 : Fratzengulasch, vinyle et téléchargement (Allemagne, Pampa Records)
- 2013 : The Chicken, vinyle et téléchargement (Allemagne, Pampa Records)

### Remixes
- 2011 : Pantha du Prince – Welt am draht (Die Vögel Version), extrait de Pantha du Prince – XI Versions of Black Noise, CD / téléchargement (Angleterre, Rough Trade)
- 2012 : Dntel / Herbert – My Orphaned Son / It's Only, 12" (Deutschland, Pampa Records)
- 2012 : Dntel / Herbert – Remixes By Die Vögel, DJ Koze, téléchargement (Deutschland, Pampa Records)
- 2013 : Tocotronic feat. WestBam et Die Vögel – Warte auf mich auf dem grund des Swimmingpools, single téléchargeable (Allemagne, Vertigo Berlin)
- 2013 : Tocotronic feat. WestBam et Die Vögel – Warte auf mich auf dem grund des swimmingpools, 12" / téléchargement (Allemagne, Vertigo Berlin, Rock-O-Tronic Records)